# تیم دوچرخه‌سواری کوگا
تیم دوچرخه‌سواری کوگا (انگلیسی: Koga Cycling Team) یک تیم دوچرخه‌سواری در هلند بود.
این تیم در سال ۱۹۹۹ تاسیس و در سال ۲۰۱۴ منحل شد. 